# La gradul N (Star Trek: Generația următoare)
„La gradul N” (titlu original: „The Nth Degree”) este al 19-lea episod din al patrulea sezon al serialului TV american științifico-fantastic Star Trek: Generația următoare și al _-lea episod în total. A avut premiera la 1 aprilie 1991.
Episodul a fost regizat de Robert Legato după un scenariu de Joe Menosky.

## Prezentare
După contactul cu o sondă extraterestră, Reginald Barclay devine mult mai încrezător în forțele proprii și mai inteligent.

## Actori ocazionali
- Dwight Schultz – Reginald Barclay
- Saxon Trainor – Linda Larson
- Page Leong – April Anaya
- Jim Norton – Albert Einstein
- David Coburn – Brower
- Kay E. Kuter - Cytherian
- Dick Miller - Vendor